# Halecania tornensis
Halecania tornensis är en lavart som först beskrevs av Hugo Magnusson och som fick sitt nu gällande namn av Michaela Mayrhofer. 
Halecania tornensis ingår i släktet Halecania och familjen Catillariaceae. Arten är reproducerande i Sverige.